# Li Ning
Li Ning (čínsky pchin-jinem Lǐ Níng, znaky zjednodušené 李宁, * 10. března 1963, Laj-pin) je čínský podnikatel a bývalý gymnasta.
Získal tři zlaté olympijské medaile, všechny na olympiádě v Los Angeles roku 1984 (prostná, kůň našíř, kruhy). Na stejných hrách získal též dvě stříbra (družstva, přeskok) a jeden bronz (víceboj). Pro Čínu měl tento úspěch velký význam, neboť šlo o první olympijské hry, jichž se zúčastnila. Má rovněž dvě zlaté z mistrovství světa (družstva 1983, kruhy 1985).
Sportovní kariéru ukončil v roce 1988 a založil si firmu Li-Ning na výrobu sportovního oblečení. Úspěšný podnik z něj učinil 407. nejbohatšího Číňana (k roku 2014). Při zahajovacím ceremoniálu olympijských her v Pekingu roku 2008 se mu dostalo cti zapálit olympijský oheň. Jeho ženou je bývalá gymnastka Čchen Jung-jen, držitelka bronzové medaile ze stejné olympiády, na níž se Li proslavil.